# Withyham
Withyham – wieś w Anglii, w hrabstwie East Sussex, w dystrykcie Wealden. Leży 49 km na południe od Londynu. W 2007 miejscowość liczyła 2651 mieszkańców.